# ペニーズ・フロム・ヘブン
『ペニーズ・フロム・ヘブン』（Pennies from Heaven）は1981年のアメリカ合衆国の映画。原作は1978年にBBCで放送された同名のテレビドラマ。日本ではVHSが発売されたのみで長らく劇場未公開だったが、2021年に東京・ユーロライブにてイベント公開された。

## 概要
世界恐慌に巻き込まれている1930年代のアメリカを舞台にスティーヴ・マーティン主演で描いたミュージカル映画であり、流れる曲はファンタジックであり明るいのも多いが、物語はそれに反して悪い方へ進んでいく。
『黄金の雨』のタイトルで放映されたこともある。
なお、脚本のデニス・ポッターは、この作品でアカデミー脚色賞にノミネートされた。

## スタッフ
- 製作・監督：ハーバート・ロス
- 原作・脚本：デニス・ポッター
- 製作総指揮：リチャード・マッカラム
- 製作：ノラ・ケイ
- 撮影：ゴードン・ウィリス
- 音楽：ラルフ・バーンズ、マーヴィン・ハムリッシュ
- 編集：リチャード・マークス

## キャスト
- アーサー・パーカー：スティーヴ・マーティン
- アイリーン：バーナデット・ピータース
- トム：クリストファー・ウォーケン
- ジョーン・パーカー：ジェシカ・ハーパー
- 娼婦：ナンシー・パーソンズ
- 警官：M・C・ゲイニー

## 関連映画
- ダンサー・イン・ザ・ダーク